# Zona di Tornquist

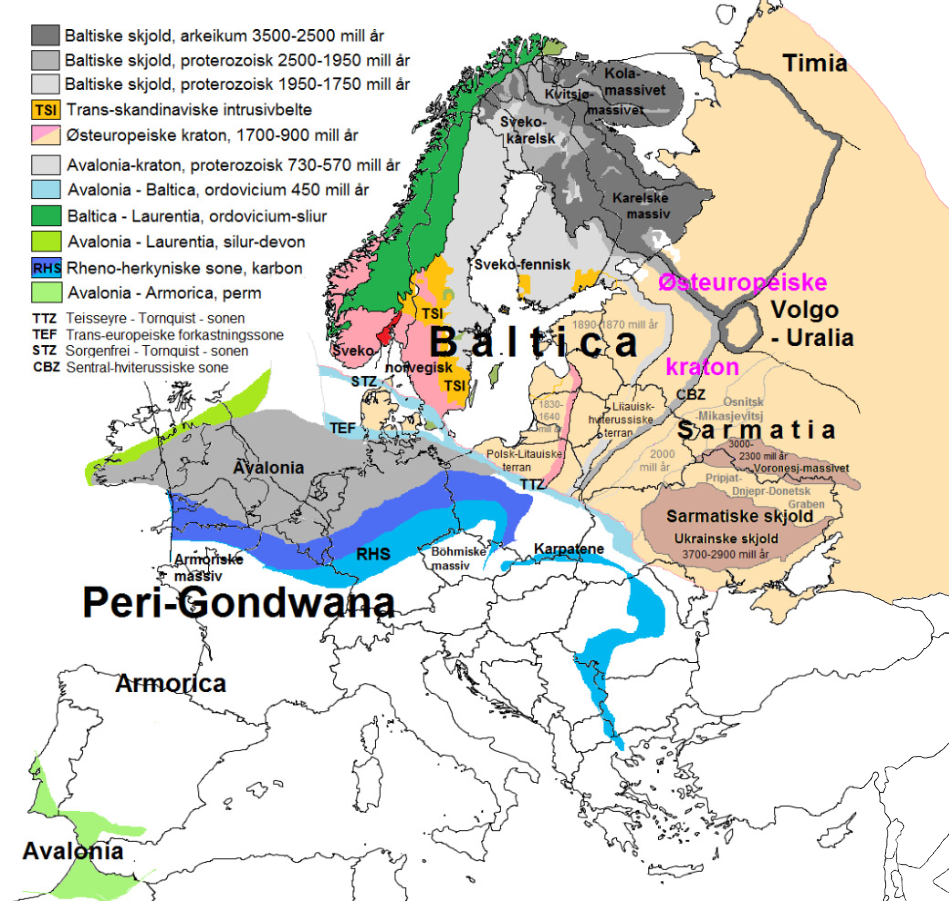
Mappa geologica dell'Europa settentrionale. In azzurro e blu sono mostrate alcune ramificazioni della zona di Tornquist, comprese tra il Mare del Nord e il Mar Nero.

La zona di Tornquist (nella terminologia in lingua inglese denominata anche Trans-European Suture Zone, o zona di sutura trans-europea e abbreviata in TESZ), è la linea di demarcazione tra il cratone dell'Europa Orientale (risalente al Precambriano) e gli orogeni fanerozoici dell'Europa sudoccidentale. La zona si estende dal Mare del Nord al Mar Nero.
La parte nordoccidentale della zona si formò in seguito alla collisione tra i paleocontinenti Avalonia e Baltica/Cratone dell'Europa Orientale nell'Ordoviciano superiore. La parte sudorientale, ora in gran parte celata da spessi bacini sedimentari, si sviluppò durante l'orogenesi ercinica e l'orogenesi alpina.

## Storia della scoperta
Nel 1893 il geologo polacco Wawrzyniec Teisseyre suggerì l'esistenza di una linea tettonica sotterranea nell'area prossima ai monti Carpazi. Nel suo Atlante geologico della Galizia, egli tracciò una linea che andava dalla Galizia, in Ucraina fino alla Polonia sudorientale. Nel 1908 il geologo tedesco Alexander Tornquist riportò su una mappa la continuazione della zona dalla Polonia fino alla Scania, in Svezia.

## Ramificazioni
La zona di Tornquist si articola in una serie di ramificazioni, ciascuna caratterizzata da una denominazione specifica:
- Zona di Teisseyre-Tornquist (TTZ) in Ucraina e Polonia.
- Zona di Sorgenfrei-Tornquist  (STZ) nella Scania (Svezia), nel Kattegat e nello Jutland Settentrionale (Danimarca).
- Faglia trans-europea (TEF) o Sutura di Thor-Tornquist, nella parte meridionale della Danimarca.

Le ultime due ramificazioni, (STZ e TEF), coprono un'area triangolare sede di numerose faglie, nota nella letteratura in lingua inglese come Tornquist Fan (ventaglio di Tornquist).

## Zona di Teisseyre-Tornquist
La Zona di Teisseyre-Tornquist (TTZ) si estende dalla Pomerania nel Mar Baltico fino a Dobruja nel Mar Nero ed è conosciuta soprattutto attraverso studi geofisici. I dati sismici e i modelli gravitazionali suggeriscono un forte contrasto nello spessore crostale; si va da 28–35 km giù fino alla Discontinuità di Mohorovičić nella parte occidentale della zona di sutura, e 42–47 km nella parte orientale. Si ritiene che la sutura sia sepolta sotto uno spesso strato di sedimenti del Paleozoico e del Mesozoico, e che sia localizzata più a ovest di quanto indicato dalle osservazioni superficiali storiche.